# Макіно Сіндзі
Макіно Сіндзі (яп. 牧野 真二; нар. 29 травня 1976) — японський футболіст, що грав на позиції півзахисника.

## Футбол
1995 року грав за «Йокогама Марінос». Протягом 1998–1999 років грав за команду «Саган Тосу».

## Пляжний футбол
Був учасником Чемпіонат світу з пляжного футболу 2005, 2006, 2008, 2009, 2011, 2013 та 2015.